# Mácsa (Arad megye)
Mácsa (románul Macea, németül Matscha) falu Romániában, Arad megyében.

## Fekvése
Aradtól 25 km-re északra, a magyar országhatár mellett fekszik.

## Nevének eredete
Puszta személynévből keletkezett. Első említése Macha alakban 1380-ból való.

## Története
1559-ben Bornemissza Benedek gyulai várkapitány fosztotta ki. 1579-ben 37 adófizető magyar család lakta, később elpusztult. Erdélyi, szatmári és máramarosi románok alapították újjá, majd 1832-ben ötven szentmártoni sváb család költözött be. Római katolikus egyházközsége később is Szentmártonhoz tartozott. A magyarok uradalmi cselédek és alkalmazottak voltak. 1862-ben uradalmát a Károlyiak vásárolták meg Csernovics Pétertől. 1886-ban gr. Károlyi Tiborné magyar óvodát alapított, 1898-ban férje kezdeményezésére állami iskola létesült.1895-ben a 7647 holdas területű Károlyi-birtokon búzát, kukoricát, ipari és takarmánynövényeket termesztettek és juhot tartottak. Négy kilométeres vasútvonal is tartozott hozzá, amelyet a termények szállítására használtak. Az 1900-as években az uradalom magyar cselédeit románokkal cserélték föl. Arad vármegye Aradi járásához tartozott. Az iskolában 1953-ig működött magyar tagozat, később a svábok kivándorlása következtében 1991-ben a német tagozat is megszűnt. 2000-ben – az országban ritka példaképp – zöld párti polgármestert választott. Híres az itt termesztett paradicsom.

## Lakossága
- 1842-ben 1251 ortodox és 132 római katolikus vallású lakosa volt.[2]
- 1900-ban 4295 lakosából 2703 volt román, 857 magyar és 717 német anyanyelvű; 2687 ortodox, 1413 római katolikus, 87 református, 32 zsidó és 32 evangélikus. 32%-uk tudott írni–olvasni, a nem magyar anyanyelvűek 26%-a beszélt magyarul.
- 2002-ben 3969 főből 3547 román, 203 cigány, 143 magyar és 62 német nemzetiségű; 3208 ortodox, 338 adventista, 193 római katolikus és 159 baptista vallású.

## Látnivalók
- A Csernovics-kastély bal oldali, kéttornyú szárnyát egy 18. századi épület felhasználásával a 19. század első felében építették, a jobb oldali szárnyat Ybl Miklós tervei alapján 1862 és 1886 között. 1862-től a Károlyi család tulajdona volt. Kertjében korabeli melegházak, úszómedence találhatók. A kastély 1939-ben Adam Iancu kurticsi orvos birtokába került, aki tíz hektáron kivágatta a park fáitt. A megmaradt, 17 hektáros parkban 1948-ban megalapították a szocialista Románia első gyermekvárosát körülbelül száz csellengő, árva gyermek számára. 1968 óta védett arborétum, többek között egy páfrányfenyő (Gingko biloba) otthona. A főallé mentén alakították ki a román írók szoborparkját.[3] A kastélykert egyik sarkában található Damjanich János és Lahner György aradi vértanúk síremléke. Holttestüket titokban Csernovics Péter hozatta el Arad]ról és temettette el saját kastélya kertjében.[4] Ma Aradon az aradi vértanúk emlékoszlopának kriptájában nyugszanak kilenc vértanútársukkal együtt.[5] A kastélyban kétévente humorfesztivált, s ugyancsak kétévente néprajzi fesztivált rendeznek és évente megrendezik a karikaturisták találkozóját.
- A településtől keletre halad el a szarmaták által 324 és 337 között épített, az Alföldet körbekerülő Csörsz-árok vagy más néven Ördögárok nyomvonala.
- Ortodox templomát Csernovics Pál építtette a 18. század végén–a 19. század elején, egy 1700 körüli fatemplom helyén.
- Római katolikus temploma 1896-ban, neogótikus stílusban épült, benne a védőszent Szent Eleonóra olajfestménye Barabás Miklós műve.

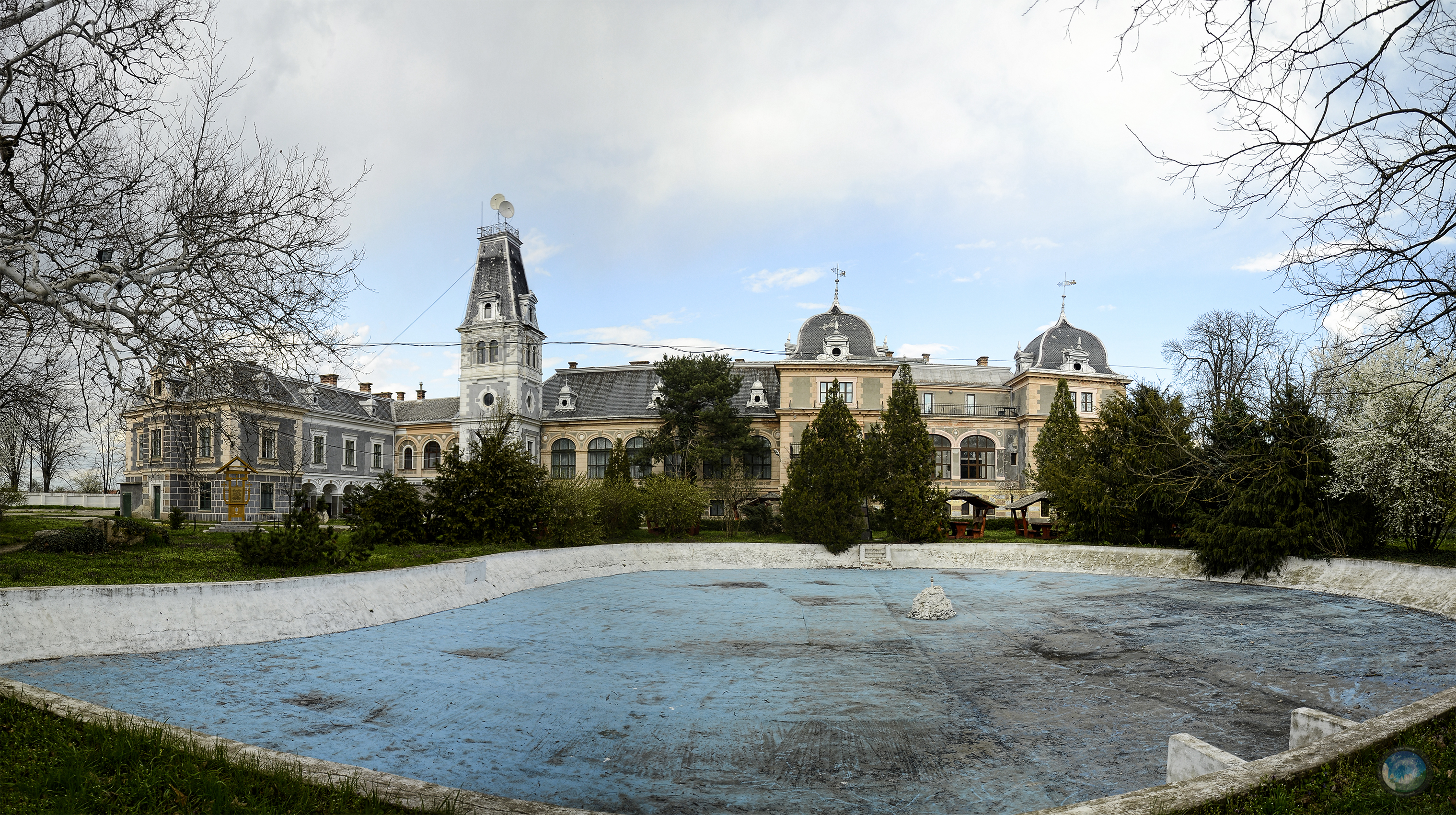

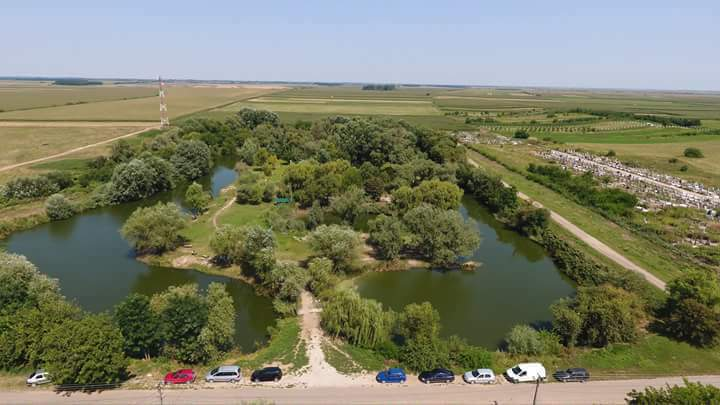
Halastó

## Híres emberek
- Itt született 1810-ben Csernovics Péter (Petar Črnović) politikus.
- Itt született 1844-ben Rodiczky Jenő mezőgazdász.
- Itt született meg gróf Károlyi Margit 1896-ban, aki az utolsó majki kamalduli apáca volt.
- Itt született 1932-ben Hans Fackelmann építész.

## Testvértelepülése
- Kevermes, Magyarország